# Trixiceps magnipalpis
Trixiceps magnipalpis là một loài ruồi trong họ Tachinidae.